# 臍帯脱出
臍帯脱出（さいたいだっしゅつ、英: Umbilical cord prolapse）は、臍帯が胎児と一緒または先に子宮から出てくることである。
臍帯脱出により懸念されることは、臍帯が胎児の体により圧迫され胎児への血流が途絶えてしまことである。一般的に分娩中に起こるが、羊膜の破裂（破水）後ならいつでも発生する可能性がある。

最大の危険因子は、子宮内の胎児の異常な位置と未熟児または小さい胎児の場合である。その他の危険因子には、多胎妊娠、１回以上の分娩歴、羊水が多すぎるなどがあげられる。羊膜の人工破膜がリスクであるかどうかは議論の余地がある。陣痛中に胎児の心拍数が突然低下した場合は、臍帯脱出を疑う必要がある。臍帯を見たり感じたりすることにより、診断が確定できる 。
治療は通常、帝王切開による迅速な分娩が優先される。帝王切開を開始できるまでの間は、膀胱を満たすか、手で胎児を押し上げることが勧められる。臍帯の圧迫を防ぐために、時に妊婦は膝胸位またはトレンデレンブルグ体位の状態にすることが有用である。適切な治療がなされた場合、ほとんどの症例は転帰良好である。
臍帯脱出の発生率は、500回の妊娠に約1回である。臍帯脱出による胎児の死亡リスクは約10％である。しかし、このリスクの多くは先天性異常または未熟児によるものである。臍帯脱出は緊急事態と見なされる状態である。